# Orthosia cerasi
Espèce
Orthosia cerasi, l’Orthosie du cerisier, est une espèce de lépidoptères (papillons) de la famille des Noctuidae et de la sous-famille des Hadeninae (ou des Noctuinae selon les classifications).
Voir comparaison avec espèces proches sur le site lepinet.fr : Orthosia cerasi

## Distribution
Presque toute l'Europe, répandue en France.

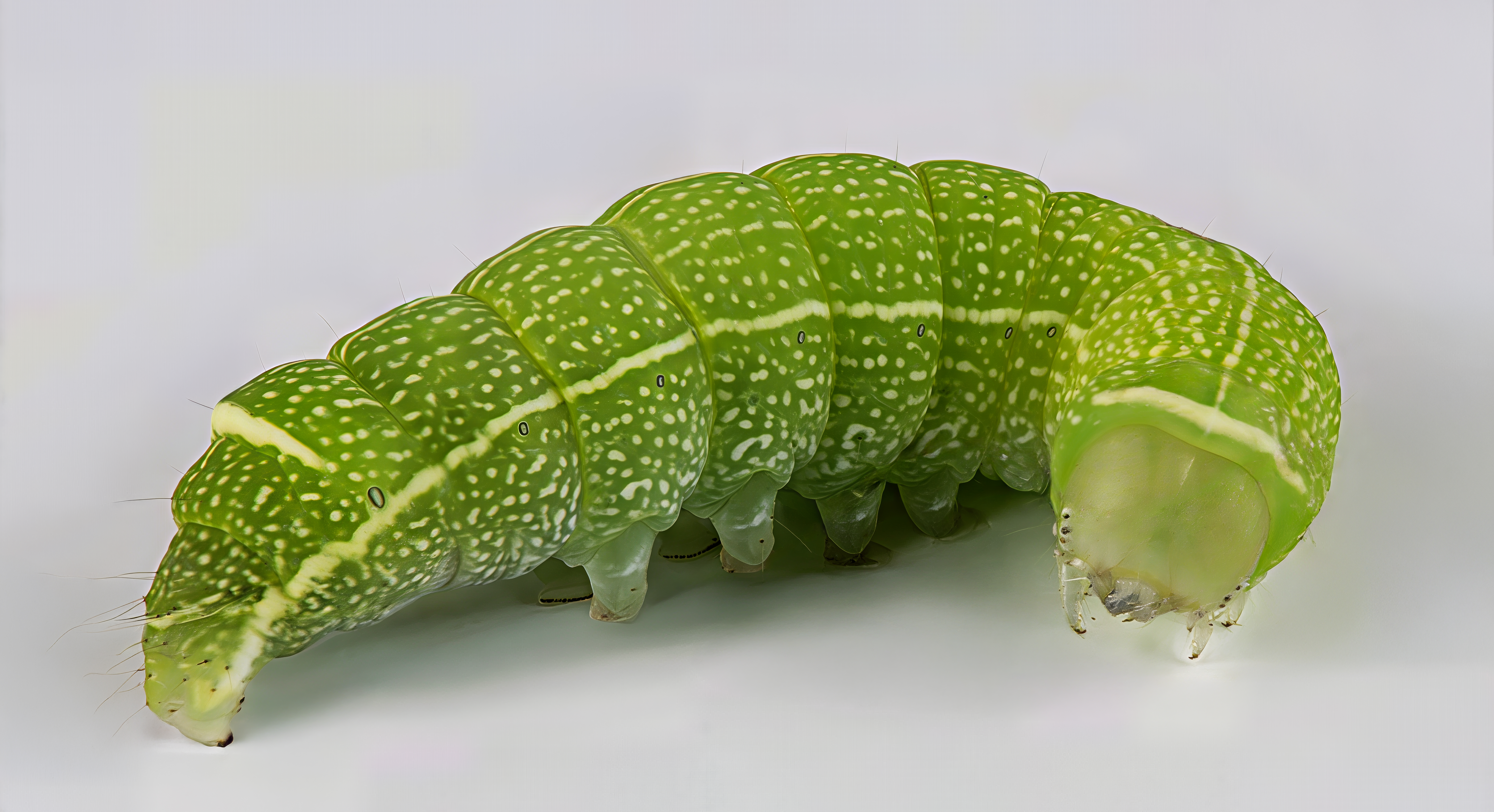
Chenille

## Écologie
Cette espèce univoltine apprécie les milieux boisés, les parcs arborés des villes, les haies ; la chenille polyphage se nourrit sur divers arbres caducifoliés (chênes, hêtres, saules...). Le papillon vole de février à mai.